# Kasidol
Kasidol (cyr. Касидол) – wieś w Serbii, w okręgu braniczewskim, w mieście Požarevac. W 2011 roku liczyła 575 mieszkańców.